# 尼亞甘
尼亞甘（Нягань）是俄羅斯漢特-曼西自治區的一座城市。2002年人口為52,610人。
始於1965年，原名尼亞赫（Нях），是林業中心。1985年8月15日改名。目前為一石油、天然氣工業城市。

## 交通
通往葉卡捷琳堡的鐵路在1967年4月2日開到這裡。當地機場在1993年啟用。

## 著名人物
- 瑪麗亞·莎拉波娃（出生）